# Antonio da Ponte (architetto)
Antonio da Ponte o dal Ponte (1512 – Venezia, 20 marzo 1597) è stato uno scultore e carpentiere italiano.

È conosciuto principalmente per aver seguito la ricostruzione del ponte di Rialto a Venezia, iniziata nel 1588 e conclusa nel 1591, coordinandone anche la progettazione.

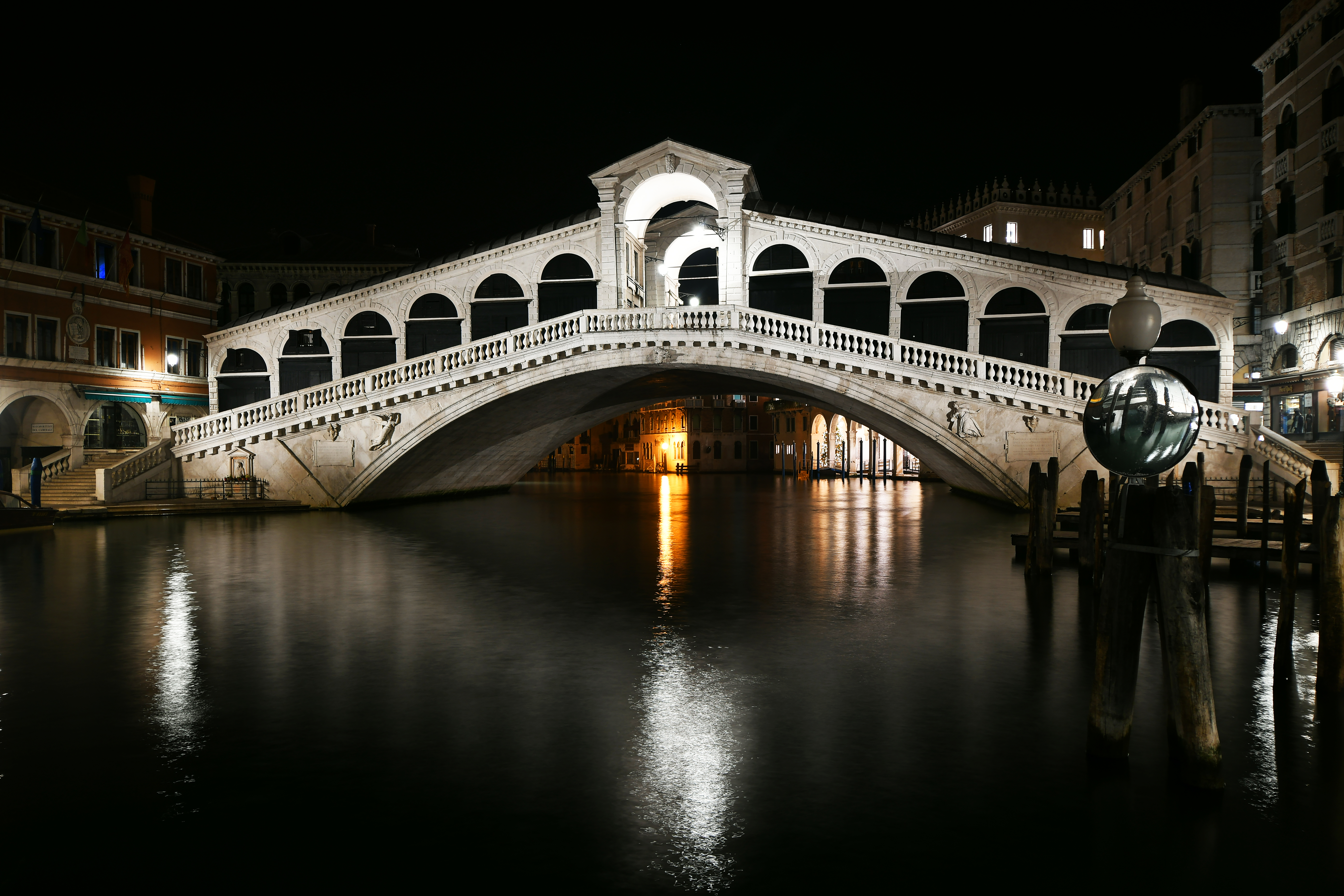
Il ponte di Rialto

## Biografia
Figlio di un maestro Battista o Giambattista, secondo Tommaso Temanza era di origini veneziane, fratello di Paolo da Ponte, ingegnere del magistrato alle acque (il quale, tuttavia, era vicentino), e fratellastro di Bernardino Contin.
Una delle prime attestazioni, datata 11 gennaio 1554, lo vede nella lista dei candidati al posto di proto al Sal, l'incaricato preposto all'esecuzione dei lavori ordinati dal magistrato al Sale (tra questi, la fabbrica di Rialto). Nell'elenco viene citato come "marangon", ovvero carpentiere. Il concorso fu vinto da Piero de' Guberni, ma alla morte di questi, nel 1563, venne chiamato a succedergli il dal Ponte.
In questa veste lavorò alla dogana di Terra, al palazzo Ducale e al fondaco della Farina (1563). Successivamente lavorò al fondaco dei Tedeschi (1564 e 1567) e mise in opera i Giganti del Sansovino presso l'omonima scala del palazzo ducale (1567). Fu sovrintendente della fabbrica della chiesa degli Incurabili (progetto generalmente attribuito ad Antonio Zantani e al Sansovino), almeno dal 1566, e la portò a termine nel 1568. Ebbe probabilmente un ruolo di maggior peso nel progetto dell'adiacente ospizio, iniziato contemporaneamente alla chiesa e terminato nel 1591.
A conferma del prestigio raggiunto, nel 1568 venne consultato dal Maggior Consiglio di Belluno circa la ricostruzione il ponte sul Piave, distrutto da un'inondazione l'anno prima. Inizialmente era stato vagliato un progetto di Rizzardo Vairotto che, tuttavia, aveva suscitato diverse perplessità; il dal Ponte propose alcune modifiche al disegno, le quali ebbero la piena approvazione del Consiglio. Nella stessa occasione, fornì alcuni pareri relativamente al palazzo comunale e alla sua torre.
La costruzione, terminata già nel 1568, crollò nuovamente dieci anni dopo. Il Consiglio ne volle affidare il progetto ad Andrea Palladio; ma si precisò che «in caso che non si possa haver il Palladio [...] si mandi a chiamar m. Antonio dal Ponte Proto, qual sta a Venetia per haver la sua opinione».
All'interno di Palazzo Ducale eseguì nel 1575 la sala delle Quattro porte, anticamera d'onore per le sale della Signoria e del Senato, su progetto di Andrea Palladio. Tuttavia, dopo l'incendio del 20 dicembre 1577, lavorò ancora al Palazzo Ducale. Il palazzo era stato molto danneggiato nelle sale del Collegio, dello Scrutinio, del Senato e quella del Maggior Consiglio; per cui vennero convocati i quindici maggiori architetti del tempo per proporre i progetti di rifacimento e, tra tutti quelli proposti, venne accettato il progetto di Da Ponte, che restituì alle sale del palazzo l'aspetto precedente, mentre diresse anche i lavori di restauro delle arcate della loggia e dei portici che si affacciavano a ovest e a sud.

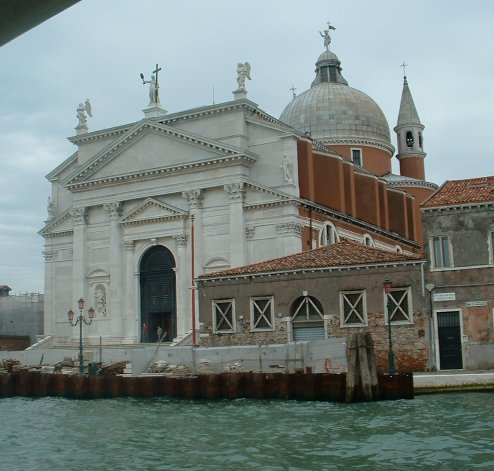
La Chiesa del Redentore vista dal canale della Giudecca

Seguì poi un nuovo lavoro presso l'Arsenale, nel 1579, per innalzare una tettoia, lunga oltre 316 m e detta la "Tana o Casa del Cànevo". L'arsenale era il luogo dove venivano fabbricate le navi della Serenissima e, in questa specifica tettoia, venivano fabbricate le gomene.
Dal 1577 al 1592 collaborò con Palladio alla costruzione della chiesa del Redentore, alla Giudecca, eseguita come voto per la cessazione della peste del 1576.
Tuttavia l'opera più importante si ebbe successivamente: il ponte di Rialto. La struttura originariamente era in legno, ma era collassata ripetutamente, per cui già si pensava a rifarla in pietra e il primo progetto venne eseguito nel 1514 da fra' Giovanni Giocondo per il rifacimento del mercato di Rialto. A partire dal 1554 vennero presentati altri progetti dagli architetti più famosi del tempo, ma solo alla fine del XVI il doge Pasquale Cicogna bandì un concorso. Arrivarono proposte da architetti come Jacopo Sansovino, Andrea Palladio e Giacomo Barozzi da Vignola, ma tutti proposero un approccio classico con molti archi. Il concorso venne riproposto nel 1587 e vi parteciparono Vincenzo Scamozzi e il Da Ponte, ma ebbe la meglio il Da Ponte; il suo progetto venne scelto,  il 9 giugno 1588, perché propose una sola arcata.
L'opera venne compiuta nel 1591, grazie all'aiuto degli architetti Antonio e Tommaso Contin da Besso, oggi quartiere di Lugano, che erano suoi nipoti, in quanto figli del genero Bernardino Contin. Con loro compì anche la costruzione delle Prigioni Nuove, nel 1589.
Morì il 20 marzo 1597 a Venezia e fu sepolto nella chiesa di San Maurizio. Il nipote Antonio Conte gli successe nella carica di proto al Sal, prevalendo nel concorso su Vincenzo Scamozzi.